# Weidenpesch
Weidenpesch, Köln-Weidenpesch — dzielnica miasta Kolonia w Niemczech, w okręgu administracyjnym Nippes, w kraju związkowym Nadrenia Północna-Westfalia, na lewym brzegu Renu. 